# Pop black metal
Pop black metal, đôi khi được gọi là white metal và không nên nhầm lẫn với unblack metal, là một nhánh phụ âm nhạc tổng hợp của black metal và pop.

## Tính chất
Thông thường, các nghệ sĩ pop black metal sử dụng phong cách giọng hát chói tai và guitar bị bóp méo nặng như black metal, nhưng với cách sản xuất trau chuốt hơn, các giai điệu giọng hát trong trẻo và các đoạn du dương cũng như bộ tổng hợp và máy đánh trống.